# Auguste Mathieu Panseron

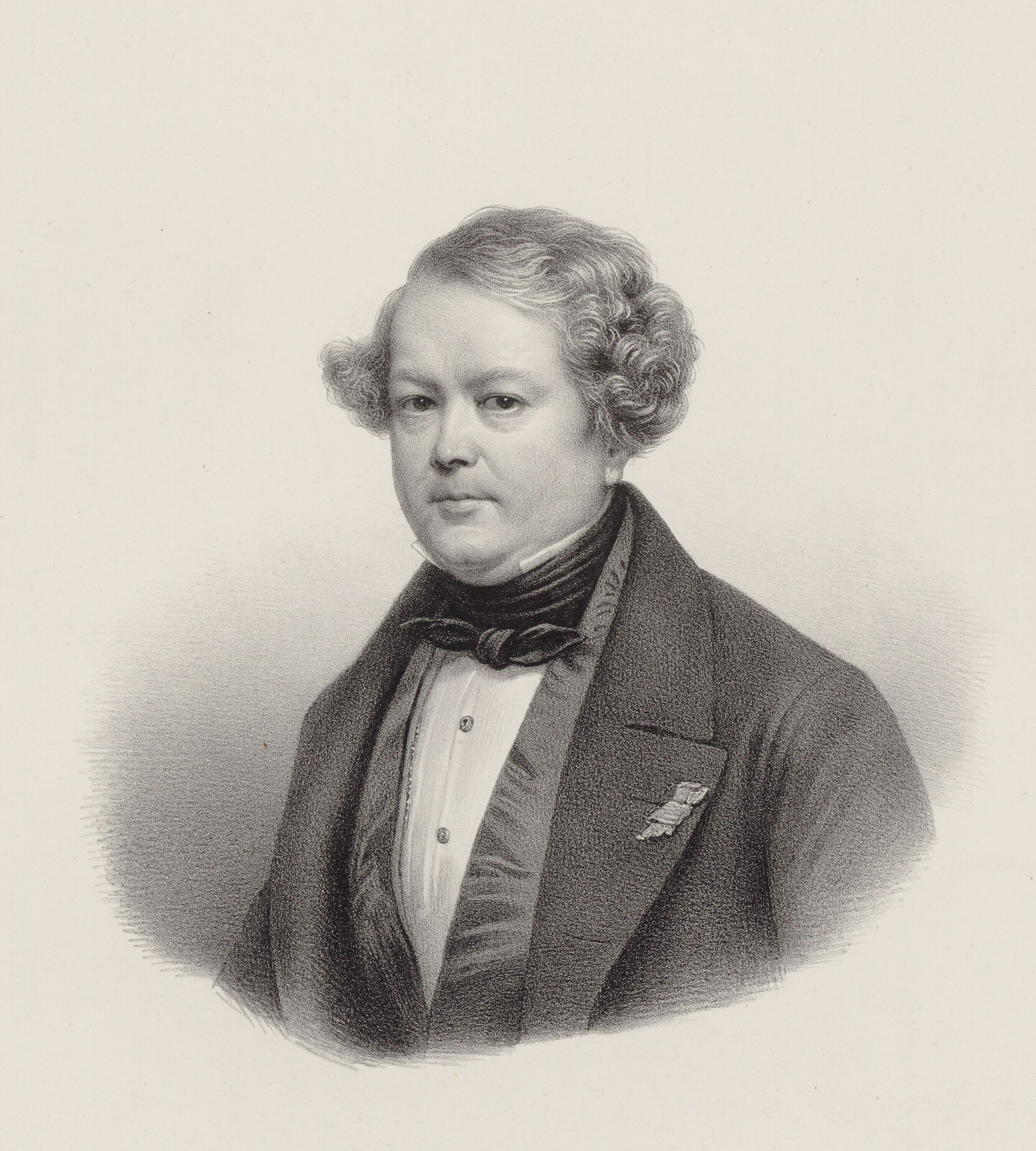
Auguste Mathieu Panseron

Auguste Mathieu Panseron (* 26. April 1796 in Paris; † 29. Juli 1859 ebenda) war ein französischer Musiker und Komponist.

## Leben
Auguste Mathieu Panseron erhielt von seinem Vater, der selbst Musiklehrer war, den ersten Unterricht und kam dann ins Pariser Konservatorium, wo er von 1806 bis 1812 unter Jadin, Jean-Henri Levasseur, Henri Montan Berton und François-Joseph Gossec studierte und mehrere Preise erhielt. Darauf besuchte er Italien, gewann 1813 den Prix de Rome für seine Kantate Herminie, ließ 1814 in Rom seine erste französische Messe aufführen und lernte in Bologna bei Stanislao Mattei. Von 1816 bis 1817 machte er eine Reise durch Russland, Österreich und Deutschland. Durch Cherubinis Fürsprache konnte er hierbei in Wien Unterricht bei von Antonio Salieri nehmen; außerdem war er in München Schüler von Peter von Winter. In Wien kam 1817 ein von ihm komponiertes Requiem sowie ein De profundis zur Aufführung. Nachdem Panseron noch kurz als Kirchenchorleiter am Hof des Fürsten Esterházy in Eisenstadt verweilt hatte, kehrte er im Sommer 1818 nach Paris zurück, wo 1820 seine erste Oper La grille du Parc gegeben wurde. Es folgten die Opern Les deux cousines (1821), La mariage difficile (1826) und L’école de Rome (1827). Seit 1826 war Panseron Gesangslehrer am Pariser Konservatorium, ferner einige Zeit Accompagneur am Théâtre-Italien. Nach seinem 1859 im Alter von 63 Jahren erfolgten Tod wurde er auf dem Friedhof Père-Lachaise beigesetzt.
Panseron komponierte etwa 200 beliebte Romanzen, von denen einige mit Begleitung der Klarinette, der Oboe, des Horns, der Trompete, der Flöte, der Violine und des Violoncellos geschrieben sind. Zu ihnen gehören u. a.  Le petit blanc, La nouvelle Nina, La ballade du cor und Le songe de Tartini. Des Weiteren verfasste Panseron Lehrwerke über den Gesangsunterricht, zum Beispiel die Méthode complète de vocalisation.